# Dodge 440
Dodge 440 – samochód osobowy klasy wyższej średniej produkowany pod amerykańską marką Dodge w latach 1963–1964.

## Historia i opis modelu

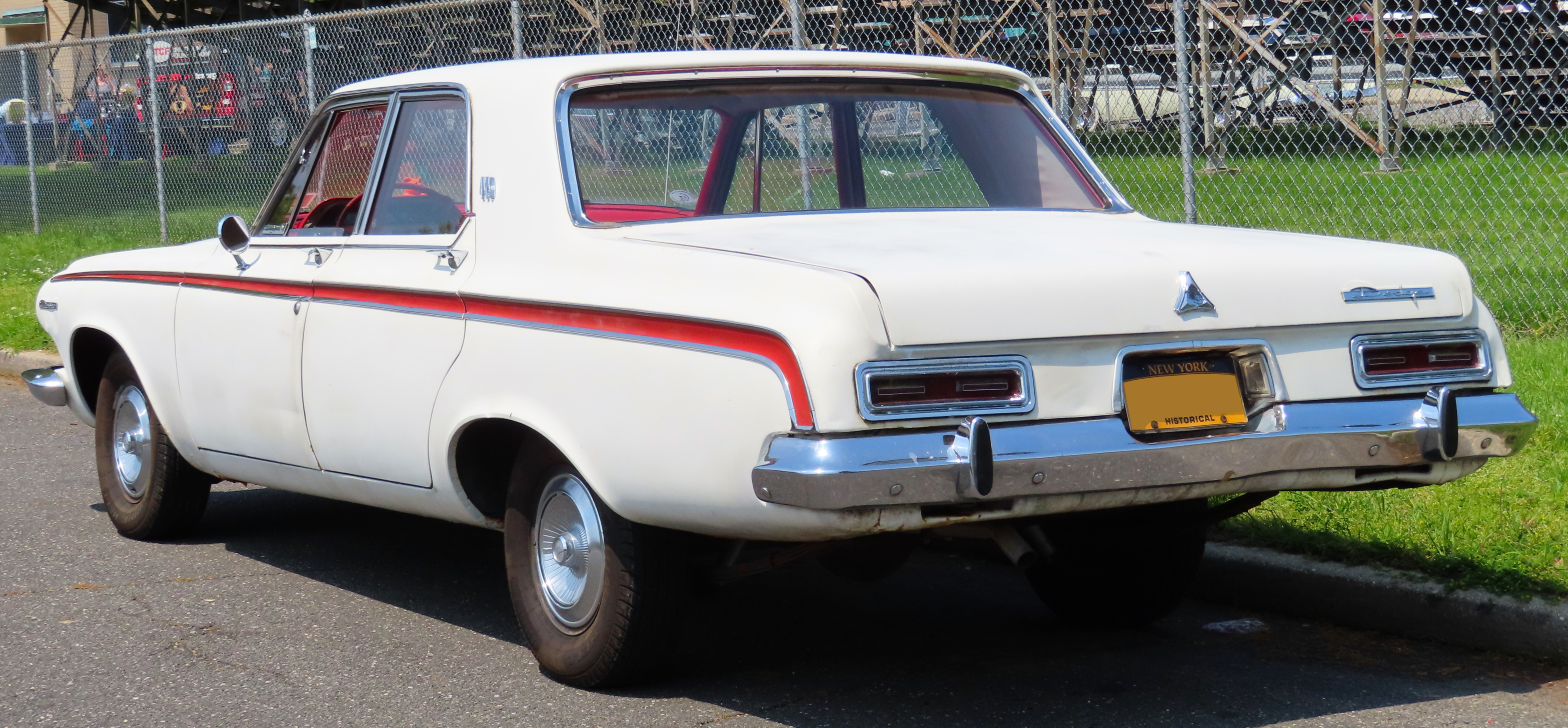
Dodge 440 – tył

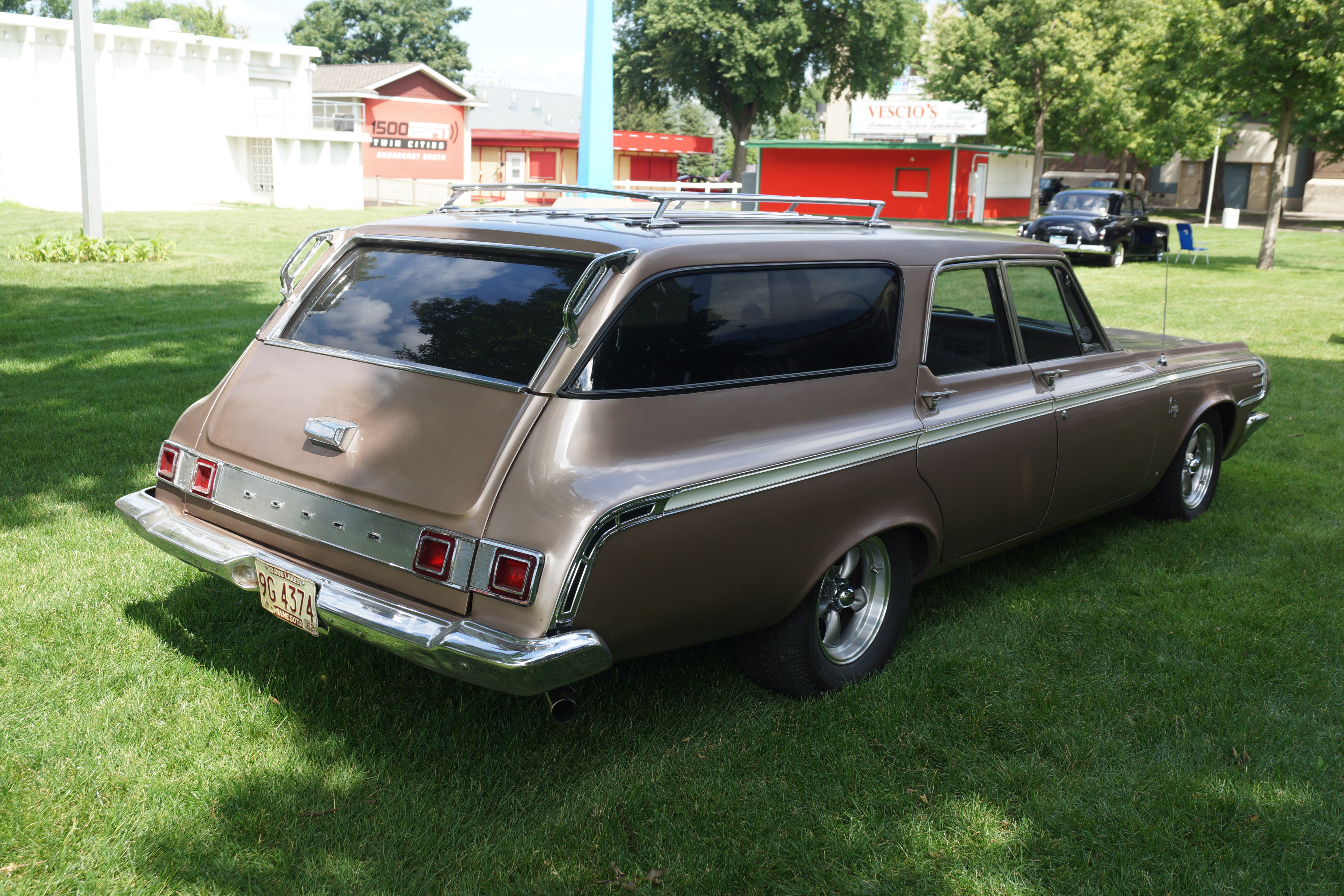
Dodge 440 Kombi

W 1963 roku Dodge zdecydował się wydzielić dotychczasową bardziej luksusową linię modelową Dart 440 z gamy modelu Dart, prezentując samodzielny model 440, pozycjonowany powyżej modelu Dodge 330. Pojazd wyróżniał się innym wyglądem pasa przedniego, a także większą liczbą chromowanych ozdobników i bogatszym wyposażeniem. Wiązało się to z obniżeniem rangi samego modelu Dart.
Dodge 440 dostępny był zarówno jako 4-drzwiowy sedan, jak i 5-drzwiowe kombi.

### Następca
Po trwającej produkcji, Dodge podjął decyzję w 1964 roku o ponownym włączeniu linii modelowej 440 do gamy modelu Dart, wycofując ją trwale z rynku.

### Silnik
- L6 3.7l Slant-6
- V8 5.2l A
- V8 5.9l B